# Five Feet Apart
Five Feet Apart är en amerikansk romantisk dramafilm från 2019 i regi av Justin Baldoni, från ett manus skrivet av Rachael Lippincott, Mikki Daughtry och Tobias Iaconis. Filmen, som hade biopremiär i USA den 15 mars 2019, är inspirerad av historien om youtubern och aktivisten Claire Wineland, som led av den ärftliga sjukdomen cystisk fibros. Huvudrollerna spelas av Haley Lu Richardson och Cole Sprouse.
Filmen hade biopremiär i Sverige utgiven av United International Pictures den 14 juni 2019.

## Handling
Filmens handling kretsar sig kring tonåringarna Stella Grant och Will Newman, som båda lider av den ärftliga sjukdomen cystisk fibros. Av en slump stöter de på varandra under en sjukhusvistelse och attraktion uppstår mellan dem, men deras sjukdom gör att de blir tvungna att hålla avstånd från varandra. Trots det gör de allt vad de kan för att vara så fysiskt nära varandra som möjligt.

## Rollista (i urval)
| Haley Lu Richardson     | – Stella Grant          |
| Cole Sprouse            | – William "Will" Newman |
| Moisés Arias            | – Poe Ramirez           |
| Kimberly Hébert Gregory | – Syster Barbara        |
| Emily Baldoni           | – Syster Julie          |
| Parminder Nagra         | – Dr. Hamid             |
| Claire Forlani          | – Meredith Newman       |
| Cynthia Evans           | – Erin Grant            |
| Gary Weeks              | – Tom Grant             |
| Sophia Bernard          | – Abby Grant            |
| Cecilia Leal            | – Camila                |

## Produktion
I januari 2017 sålde Tobias Iaconis och Mikki Daughtry sitt då otitulerade manus till CBS Films, det skulle både produceras och regisseras av Justin Baldoni.
Baldonis första möte med cystisk fibros var när han regisserade dokumentärfilmen My Last Days. Han träffade då den CF-drabbade Claire Wineland, som han senare anlitade som konsult till dokumentärfilmen. Wineland dog i september 2018 av komplikationer efter en lungtransplantation, bara några månader efter att filmen var färdiginspelad.
I januari 2018 blev Cole Sprouse rollsatt till filmen, som då hade fått titeln Five Feet Apart. I april samma år fick Haley Lu Richardson en roll i filmen, följd av Moisés Arias, som fick en stödroll. Den 25 maj 2018 satte även huvudproduktionen igång New Orleans i Louisiana. Produktionen avslutades den 26 juni samma år.
Filmens titel refererar till den så kallade "six feet rule", en riktlinje från Cystic Fibrosis Foundation, som säger att patienter med cystisk fibros måste vara 1,8 meter (engelska: Six feet) från varandra, för att minska infektionsrisken. År 2020 cirka ett år efter filmens premiär, blev en liknande riktlinje, som gick ut på att stoppa spridningen av covid-19, nästan universell.
I november 2018 publicerades en roman efter filmens manus, skrivet av Rachael Lippincott.
Filmens originalmusik komponerades av Brian Tyler och Breton Vivian. Det släpptes även ett soundtrack till filmen, av bolaget Lakeshore Records.